# 渡辺紫苑
渡部 紫苑 （わたなべ しおん）は、日本の空手家（初段）。身長175cm、体重84kg。
国際空手道連盟極真会館 宗家北海道支部に所属後、2010年に同支部を円満退会し個人として活動後、酒井直樹氏と利害が一致し現在は優至会・札幌カラテサークル代表として活動している。

## 主な戦歴
- 2007年　第4回マス大山メモリアルカップ（組手の部）優勝（開催地：BumB東京スポーツ文化館メインアリーナ）
- 2008年　第5回マス大山メモリアルカップ（組手の部）優勝（開催地：BumB東京スポーツ文化館メインアリーナ）
- 2009年　第6回マス大山メモリアルカップ（組手の部）優勝（開催地：BumB東京スポーツ文化館メインアリーナ）
- 2011年　第2回 東日本極真空手道選手権大会（一般上級の部）優勝（開催地：静岡グランシップ）
- 2012年　第28回オープントーナメント全日本ウエイト制空手道選手権大会（重量級の部）第3位（開催地：大阪府立体育会館）

## プロフィール
体格を利した、1発1発の破壊力が高い技で、対戦相手を圧倒する組手を得意とする。強い突きから、奥足への下段蹴り、飛び後ろ蹴りや中段回し蹴りなどを武器に極真会館宗家主催の国際大会・マス大山メモリアルカップを2007年・2008年・2009年と連覇した。